# Jesse Witten
Jesse Witten (Naples, Estats Units, 15 d'octubre del 1982) és un jugador professional estatunidenc de tennis.
Va destacar durant la seva etapa universitària i va ser convidat en diversos torneigs de tennis professionals l'any 2002 com el US Open, Cincinnati o Indianapolis. Després de la seva graduació va aconseguir els millors resultats de la seva trajectòria la temporada 2006 amb alguns títols en el circuit ITF. Va desenvolupar la seva carrera tennística en circuits menors arribant a ocupar el lloc 163è en modalitat individual (2010) i el 274 en dobles masculins (2010).
Es va graduar a l'institut Lely High School i a la Universitat de Kentucky, on es llicencià en Cinesiologia. Va esdevenir propietari d'una escola de tennis a la seva ciutat natal tot i que no es va retirar del tennis malgrat superar la quarantena d'edat.